# Консепсьйон (департамент, Парагвай)
Консепсьйон (ісп. Concepción ісп. вимова: [konseβˈsjon]) — департамент у Парагваї, охоплює територію площею 18 051 км². Населення становить 179 450 осіб. (2002), адміністративний центр — місто Консепсьйон.

## Географія
Департамент розташований на північному сході Парагваю. Межує з департаментами: Сан-Педро (на півдні), Пресіденте-Аєс (на заході), Амамбай (на сході), Альто-Парагвай (на північному сході), а також Бразилією (на півночі). Значна частина кордонів проходить по річках Апа і Парагвай.
Середньорічна температура становить 24 °С, зростаючи влітку до 39 °C і опускаючись взимку до 2 °C.

## Адміністративний поділ

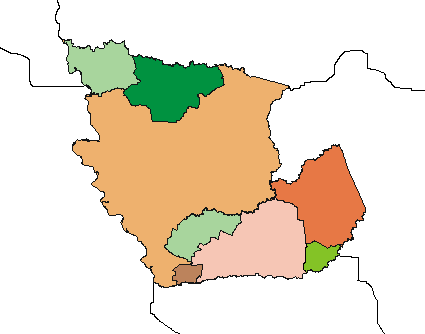
Округи департаменту Консепсьйон.

Департамент поділений на 9 округів:
| № | Округи                                                 | Площа, км² | Населення, осіб (2011) |
| - | ------------------------------------------------------ | ---------- | ---------------------- |
| 1 | Белен (Belén)                                          | 285        | 9112                   |
| 2 | Консепсьйон (Concepciòn)                               | 6540       | 68 630                 |
| 3 | Оркета (Horqueta)                                      | 2889       | 52573                  |
| 4 | Лорето (Loreto)                                        | 996        | 15731                  |
| 5 | Сан-Карлос-дель-Апа (San Carlos del Apa)               | 2036       | 2.690                  |
| 6 | Сан-Ласаро (San Lázaro)                                | 1081       | 9060                   |
| 7 | Убі-Яу (Yby Yaú)                                       | 2420       | 19764                  |
| 8 | Асотей (Azotey)                                        | 793        | 15342                  |
| 9 | Сархенто-Хосе-Фелікс-Лопес (Sargento José Félix López) | 1950       | 4580                   |

## Економіка

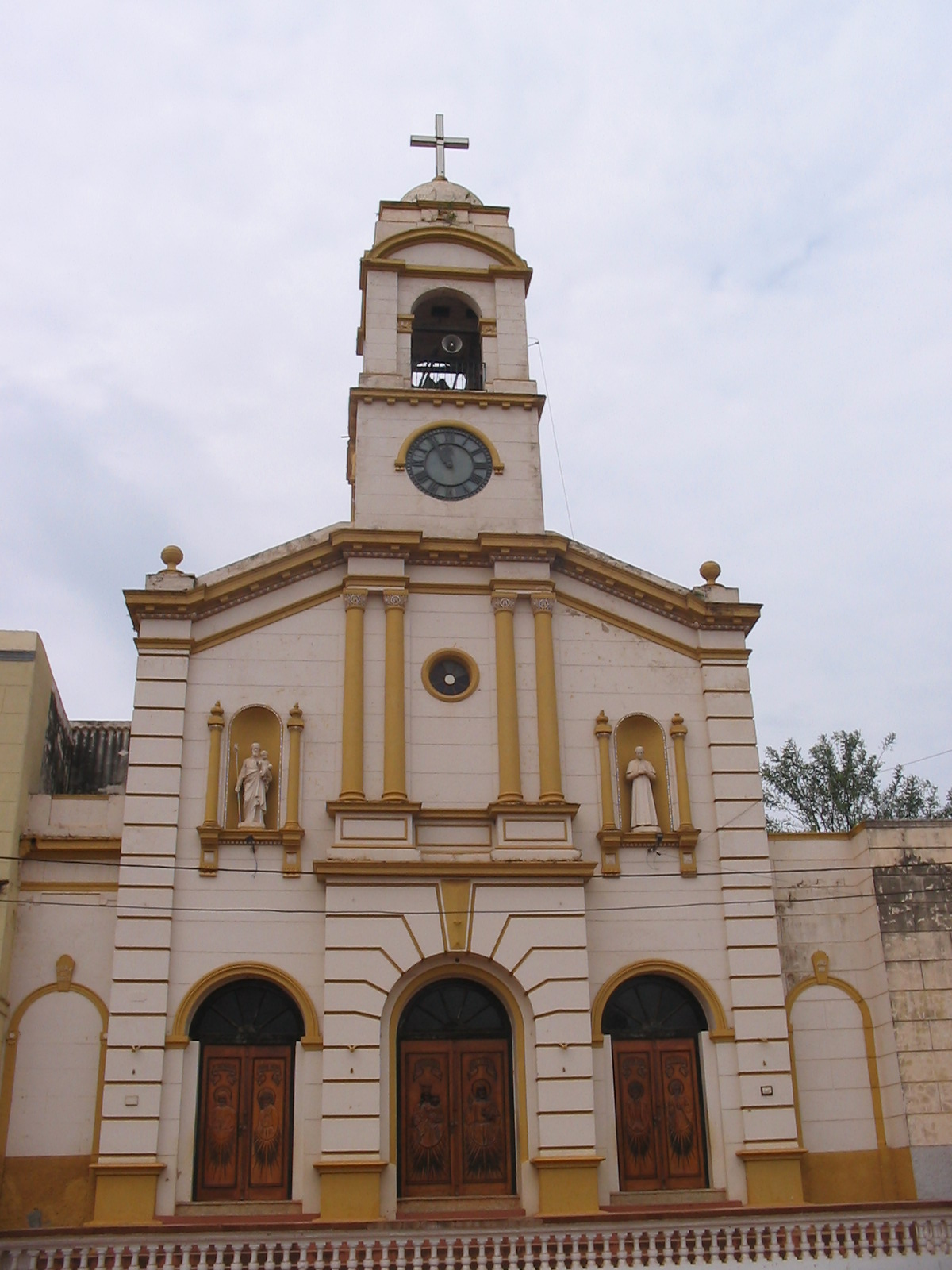
Церква в Консепсьйоні

Основні сільськогосподарські культури: бавовна, цукрова тростина, пшениця, кукурудза і маніок. Вирощують також банани, каву, грейпфрути, ананаси та ін. Поширене скотарство. Частка лісового господарства втрачає значення через масові вирубки лісів. Наявні підприємства з виробництва цементу і заводи з переробки сільськогосподарської продукції.